# Vinterjasmin
Vinterjasmin (Jasminum nudiflorum) är en art i familjen i syrenväxter från centrala och sydvästra Kina. Vinterjasmin odlas som trädgårdsväxt i södra Sverige.
Vinterjasmin är en lövfällande buske. Blommorna är gula och blir 2-2,5 cm i diameter.
Vinterjasmin liknar vårjasmin (J. mesnyi) som dock är städsegrön och har större blommor, som blir 2-4,5 cm i diameter.

## Varieteter
Två varieteter kan urskiljas:
- var. nudiflorum - upprätt, överhängande eller krypande buskar med 3-5 m långa skott.
- var. pulvinatum - dvärgväxande, tätt grenig buske, 30-120 cm hög.

## Synonymer
var. nudiflorum
- Jasminum angulare Bunge nom. illeg.
- Jasminum sieboldianum Blume.

var. pulvinatum (W.W. Sm.) Kobuski
- Jasminum pulvinatum W.W. Sm.